# Leskea vaucheri
Leskea vaucheri är en bladmossart som beskrevs av W. P. Schimper in 1855. Leskea vaucheri ingår i släktet Leskea och familjen Leskeaceae. Inga underarter finns listade i Catalogue of Life.